# Lotus Evija
Lotus Evija (Лотус Эвиджа) — спортивный электромобиль, представленный в июле 2019 года компанией Lotus Cars в Великобритании. Является первым электромобилем Lotus. Выпускается под кодовыми обозначениями «Type 130» и «Omega» с ограниченным тиражом 130 единиц.
Прототип Evija прошёл высокоскоростные испытания в ноябре 2019 года. 21 ноября 2019 года было опубликовано видео, предваряющее его дебют в тот же день на автосалоне в Гуанчжоу. Компания Lotus заявила, что планирует провести дополнительные дорожные испытания протяжённостью в тысячи миль на трассах в Европе и на собственной трассе Lotus в Хетеле.

## Название
Название Evija произошло от слова «Ева» из авраамических религий, этимология которого восходит к библейскому ивриту חי, означающему «живой». Генеральный директор Lotus Cars Фил Попхэм (Phil Popham) сказал: «Evija — это идеальное название для нашего нового автомобиля, потому что это первый совершенно новый автомобиль, созданный Lotus в рамках более широкого семейства Geely. При поддержке Geely мы намерены создать невероятную линейку новых автомобилей, которые соответствуют имени и ДНК Lotus».

## Особенности
Lotus Evija оснащён аккумулятором ёмкостью 93 кВт⋅ч, разработанным совместно с Williams Advanced Engineering, в то время как электродвигатели разработаны Integral Powertrain. На всех полуосях расположены четыре электродвигателя мощностью по 375 кВт (503 л. с.) каждый. Суммарная мощность составляет 1500 кВт (2011 л. с.), а суммарный крутящий момент — 1704 Н⋅м. Evija имеет магниевые колёсные диски диаметром 510 мм спереди и 530 мм сзади с шинами Pirelli Trofeo R и карбоно-керамические дисковые тормоза AP Racing. Заявленный разгон до 100 км/ч составляет менее, чем за 3 сек., а до 300 км/ч — за 9,1 сек. Заявленная максимальная скорость составляет 349 км/ч.

## Производство
Производство Lotus Evija было анонсировано летом 2020 года. В 2022 году было выпущено 8 автомобилей, а поставки начались в 2023 году. Первый автомобиль был доставлен Дженсону Баттону в августе 2023 года.

## Галерея
- Вид сзади
- Вид сбоку
- Интерьер